# Xiyang Lou

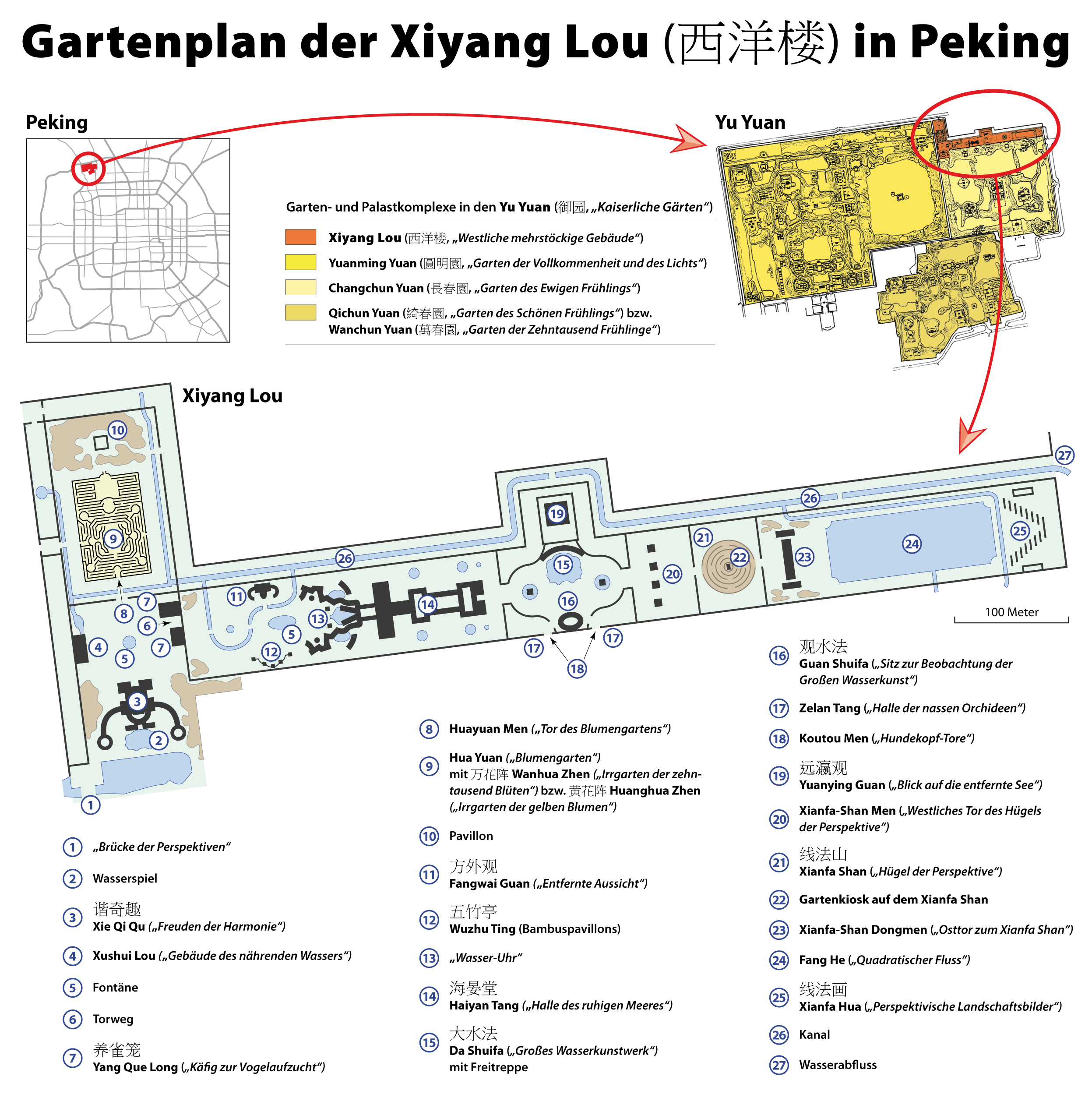
Plan des Xiyang Lou (Rekonstruktionszeichnung 2013)

Xiyang Lou (chinesisch 西洋樓 / 西洋楼, Pinyin Xīyáng Lóu, „Westliche mehrstöckige Gebäude“, „westlich“ bedeutet hier „europäisch“) ist ein ab 1747/49 angelegter historischer Garten im Nordwesten der chinesischen Hauptstadt Peking im Bereich des Yu Yuan (sogenannter „Alter Sommerpalast“). Gebäude und Gartenausstattung nach dem Entwurf von Giuseppe Castiglione vereinten die Baustile des europäischen Rokoko mit klassischer chinesischer Architektur. Die Anlage ist als Ruine erhalten.

## Lage
Der Garten umfasste einen 850 Meter langen Streifen am Nordrand des Changchun Yuan („Garten des immerwährenden Frühlings“). Die Gestalt des etwa zehn Hektar bedeckenden Gartens ist ein mit dem Fuß nach Osten weisendes „T“. Wesentliche Bestandteile waren Bauwerke im Stil des Spätbarocks, Wasserspiele und ein Irrgarten mit gemauerten Barrieren und mit einem Aussichtspunkt im Ziel.

Xie Qi Qu, Stich nach einer Zeichnung von Yi Lantai (1783, Blick nach Norden)

## Baugeschichte
Von 1737 bis 1766 arbeitete eine Gruppe Jesuiten als Missionare in China. Unter ihnen waren der Italiener Giuseppe Castiglione (Shining Lang), die Franzosen Michel Benoist (Youren Jiang) und Jean-Denis Attiret (Zhicheng Wang), der aus Florenz stammende Ferdinand Bonaventura Moggi (Boming Li)(1684–1761)  und Ignaz Sichelbarth (Qimeng Ai), der deutscher Herkunft war (chinesische Namen in Klammern). Sie hatten das Vertrauen des Kaisers Qianlong gewinnen können, der die künstlerischen Fähigkeiten der Fremden schätzte. Unter Qianlong wurden zahlreiche Gärten im chinesischen Reich angelegt oder erweitert („Goldenes Zeitalter der Gartenkunst“).
Ein wichtiges Gestaltungsmittel in den kaiserlichen Gärten bestand in der Inszenierung von Landschaftsausschnitten, die charakteristisch für bestimmte Regionen oder Landschaften waren. Außer chinesischen Motiven existierten auch mongolische oder tibetanische Gestaltungen und Gebäude; die Einbeziehung einer europäischen Staffage fügte sich durchaus in das Konzept der umfangreichen Kaisergärten und Paläste und stand keineswegs im Widerspruch zum zeitgenössischen Sinozentrismus.
Die Planungen hatten 1747 begonnen. Die Abbildung eines europäischen Springbrunnens hatte Qianlong derart begeistert, dass er dieses in China bislang unbekannte Vergnügen von Wasserspielen auch an seinem Hof wünschte. Die Arbeiten, die von Castiglione geleitet und von chinesischen Arbeitern ausgeführt wurden, fanden in drei Phasen statt, 1749–1751, 1755–1759 und 1767. 1756 entschied Qianlong, dem Gelände den Charakter eines Gartens, Xiyang Yuan („Garten westlicher Art“) zu geben. Der südlich angrenzende, durch eine Mauer getrennte Changchun Yuan wurde im selben Zeitraum angelegt (Hui Zou 10). Im Gegensatz zu den meisten Häusern, Hallen und Tempeln im Bereich des Yu Yuan verwendeten die Ordensbrüder nicht Holz, sondern Stein als Material für ihre Bauwerke.
Die Gebäude „westlicher Art“ waren von ihren Grundrissen und Aussehen im Stil des italienischen Rokoko angelegt. Alle Dächer waren allerdings in chinesischer Form gestaltet, wodurch die Bauwerke ein exotisches Aussehen erhielten. Die zeltartigen, leicht ausschwingenden Dachformen fügten sich in das Gesamtbild der Gärten des Yu Yuan ein, der eine Landschaft von Wasserflächen, Bäumen und Büschen war, aus denen die Gebäudedächer hervortraten.

## Niedergang und Zerstörung
Bereits kurze Zeit nach dem Tod Benoists (1774) versagten Teile der technischen Anlagen. Mangels sachkundigen Personals fand eine Reparatur nicht statt. Um die Springbrunnen gelegentlich zu betreiben, wurde das Wasserreservoir manuell befüllt. Zudem schwand das Interesse des Kaisers, sein Nachfolger besuchte diesen Gartenbereich möglicherweise überhaupt nicht.
Nahezu alle Gebäude auf dem etwa 350 Hektar umfassenden Gelände des Yu Yuan wurden im Zweiten Opiumkrieg 1860 im Rahmen einer beispiellosen „Strafaktion“ britischer und französischer Truppen geplündert und niedergebrannt. Auch der Bereich des Xiyang Lou wurde zerstört. In der Abenddämmerung des 6. Oktober 1860 war das Haupttor des Yuanming Yuan gestürmt worden, Auftakt für eine umfassende Plünderung. Erst am 17. und 18. Oktober legten die Truppen systematisch in allen Bereichen Feuer (Thiriez 56–57). Dieser Vandalismus stellte eine kulturelle Katastrophe für China dar, da nicht nur die großen und prächtigen Gärten mit hunderten von Gebäuden zerstört, sondern auch unzählige Kulturgüter geraubt oder vernichtet wurden.
Die meisten Gebäude in „westlicher Art“ waren in Stein ausgeführt. Im Gegensatz zu den chinesischen Bauwerken aus Holz und Bambus hielt das Mauerwerk dem Feuer stand (Thiriez 60). In den Jahren nach 1860 waren daher noch fast alle Gebäude als Ruinen weitgehend erhalten, wie frühe Fotografien dokumentieren (Heinz von Perckhammer, Osvald Sirén, Carroll Brown Malone). Während des Boxeraufstands kam es wiederum zu Zerstörungen und nur die Ruinen des Xiyang Lou blieben als erkennbare Strukturen erhalten. Sie wurden nach dem Ende der Kaiserzeit zur Gewinnung von Baumaterial herangezogen, einige Gartenbereiche wurden landwirtschaftlich genutzt. Die Ruinen verwandelten sich nach und nach in Schutthaufen, Marmor wurde zerkleinert und diente der Herstellung von Branntkalk. Erst nach 1977 fanden einige Sicherungsmaßnahmen statt.

## Bestandteile

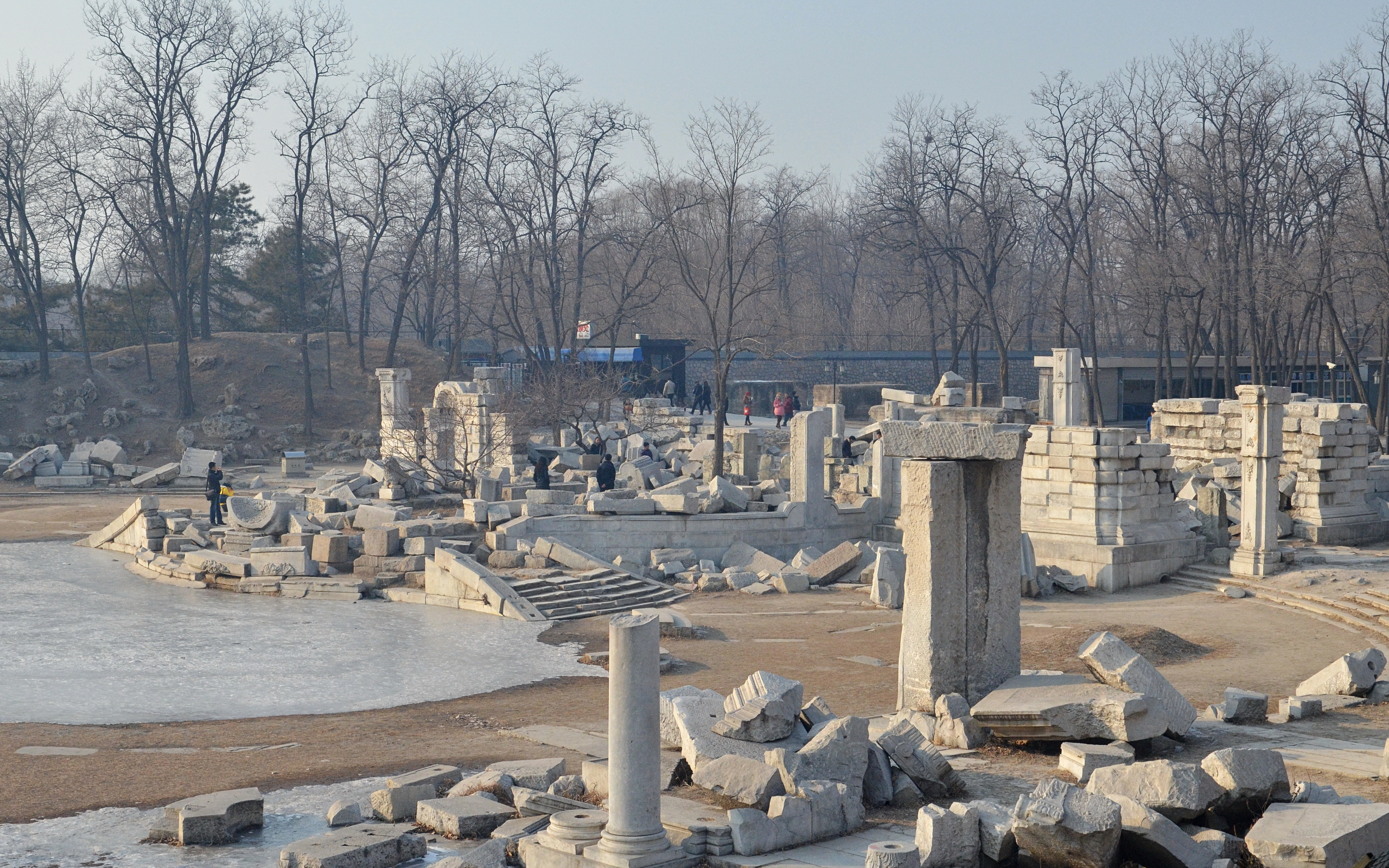
Ruine des Xie Qi Qu von 1749 (Blick nach Nordwesten)

Die Beschreibung erfolgt von Westen nach Osten.

### Xie Qi Qu
Die dreiflügelige Pavillonanlage in der Südostecke des Gartens öffnete sich hofartig nach Süden. Der Bau wurde 1749 begonnen und war das älteste der „westlichen“ Gebäude. Das Xie Qi Qu („Harmonie, Wunder und Entzücken“, auch „Freuden der Harmonie“) umfasste ein Wasserspiel, die erste nach europäischem Vorbild geschaffene wasserkünstlerische Anlage. Tierfiguren aus Bronze, die Widder, Enten und Fische darstellten, fungierten als Wasserspeier. Das Bassin hatte einen floralen Grundriss.

### Xushui Lou
Es handelte sich um ein technisches Gebäude („höheres Gebäude mit Wassertank“, „Gebäude des nährenden Wassers“), das zur Speisung der benachbarten Wasserspiele benötigt wurde. Der Tank wurde mittels eines von Maultieren getriebenen Göpelwerks aus dem von Norden in den Garten einfließenden Bach befüllt. Es versorgte auch eine Fontäne, die in der Mitte eines Platzes lag, der vom Xushui Lou im Westen, dem Tor zum Blumengarten im Norden und dem Xie Qi Qu im Süden gebildet wurde. Von diesem Platz führte ein Torweg in östlicher Richtung zu den anderen Teilen des Xiyang Lou.
Die meisten Fenster des zweistöckigen Bauwerks waren blind (als trompe l’œil, inganno dell’ occhio ausgeführt), die palastartige Fassade sollte die Funktion des Zweckgebäudes verbergen.

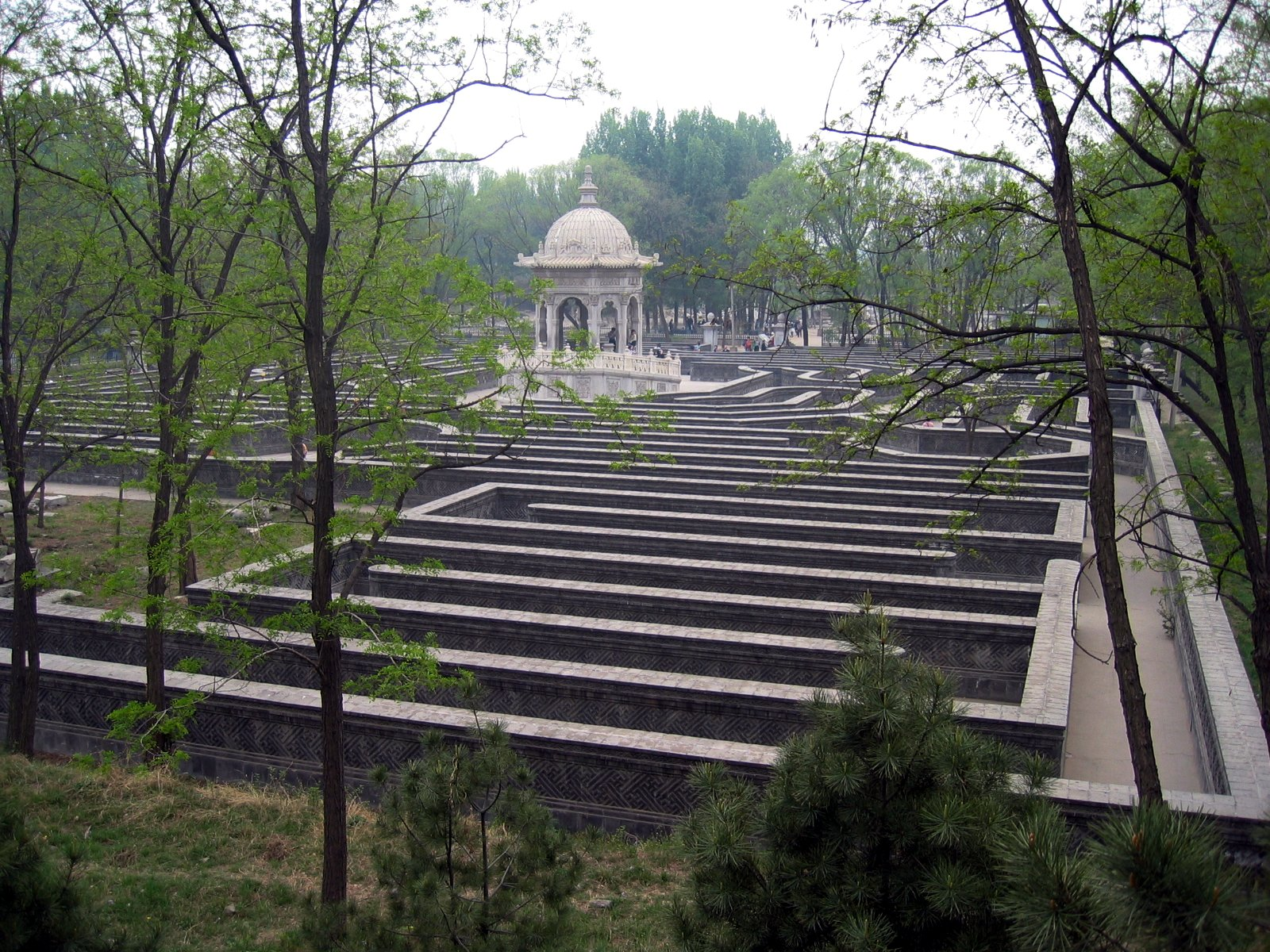
Wiederhergestellter Irrgarten, Wanhua Zhen oder Huanghua Zhen (Blick nach Süden)

### Hua Yuan
Im nördlichen Rechteck des Xiyang Lou befand sich Hua Yuan („Blumengarten“), dessen Hauptbestandteil ein Rechteck von 89 × 59 Meter war, in dem sich ein Labyrinth befand, das Wanhua Zhen („Irrgarten der zehntausend Blüten“) oder Huanghua Zhen („Irrgarten der gelben Blumen“) genannt wurde. Die Anlage entstand von 1756 bis 1759.
Der Irrgarten, dessen Wegesystem europäischen Vorbildern folgte, bestand aus Barrieren, die von 1,2 Meter hohen Mauern gebildet wurden, die eine Gesamtlänge von 1600 Meter aufwiesen. Im Zielplatz befand sich ein erhöhter Gartenkiosk, von dem der Kaiser anlässlich des Mittherbst-Festes seine Konkubinen beobachten konnte, die gelbe Laternen trugen, während sie die labyrinthischen Wege abschritten. Labyrinth und Kiosk entgingen der vollständigen Zerstörung eher zufällig.
Der Irrgarten wurde an seiner West- wie Ostseite von zwei Wassergräben begleitet. Er konnte auch durch ein Tor von Westen vom Yuanming Yuan betreten werden, die Verbindung führte vom Landschaftsbild Fanghu Shengjing („Wundersamer Ort in der quadratischen Vase“) durch ein Tor in der die Gärten trennenden Mauer.
Von 1977 bis 1992 wurde der Irrgarten wiederhergestellt. Ursprünglich befanden sich noch ein rechteckiger Gartenpavillon sowie zwei Baumgruppen in der Anlage.

### Huayuan Men
Das „Tor des Blumengartens“ (Huayuan Men) bildete den Abschluss des Hua Yuan nach Süden. Der Durchlass führte über eine kleine Brücke direkt zum Haupteingang des Irrgartens. Am nördlichen Ende lag ein baumbestandenes Gelände mit kleinen Hügeln und einem Pavillon.

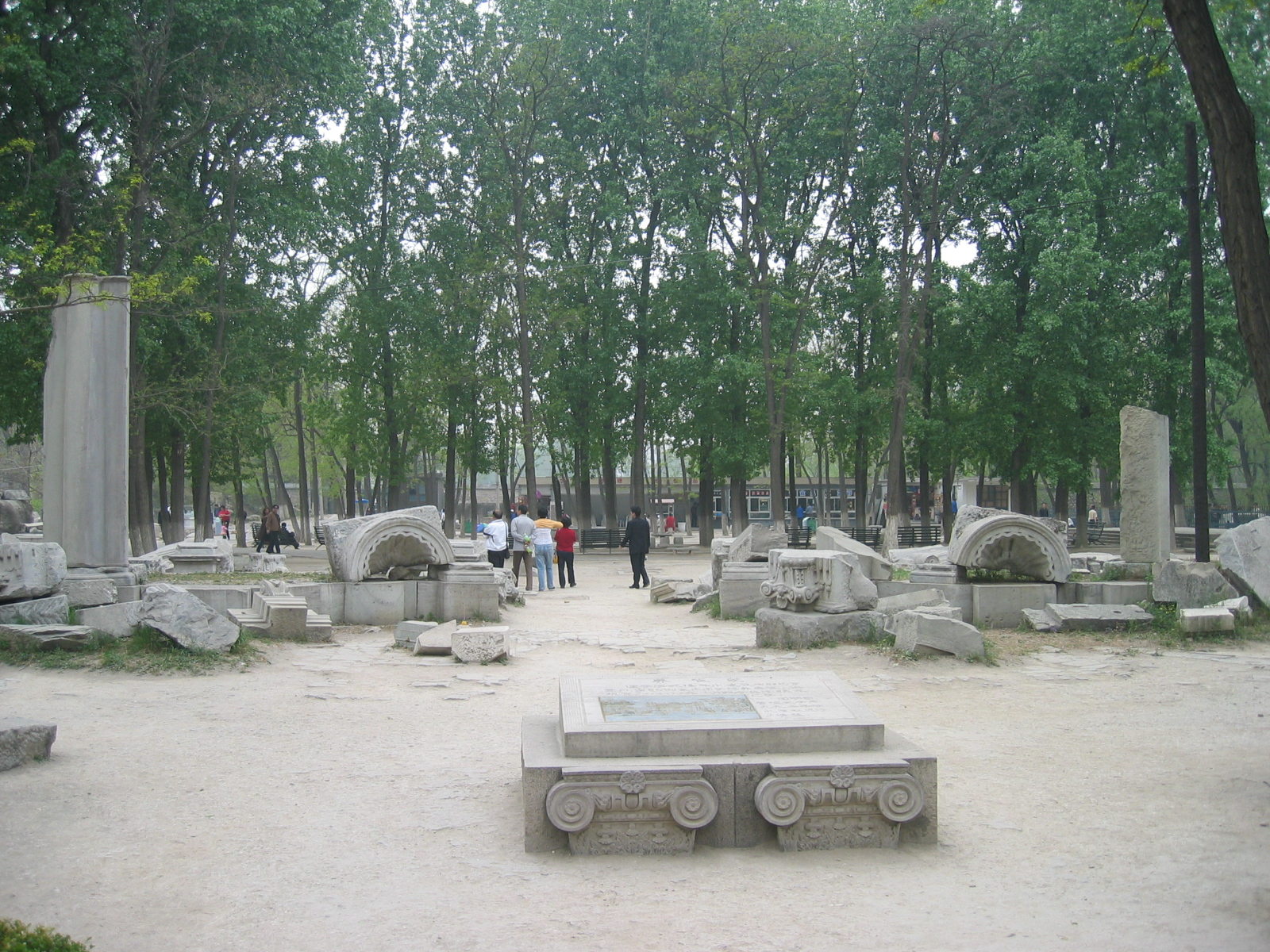
Ruinen des Yang Que Long (Blick nach Osten)

### Yang Que Long
Das Gebäude mit zwei Volieren für Vögel bildete einen Torweg, der vom Platz nördlich des Xie Qi Qu nach Osten führte und den Anfang der den Garten von Westen nach Osten durchziehenden Hauptachse darstellte. Lediglich der Sockel des Gebäudes und die Säulen waren aus Stein, der Hauptteil in chinesischer, leichter Art ausgeführt. Der Bereich wurde 1759 fertiggestellt. Nördlich schloss ein eingeschossiges, hufeisenförmiges Bauwerk an, das als Unterkunft für das Wartungspersonal diente. Das Tor wurde erst 1924 zerstört (Malone 146).

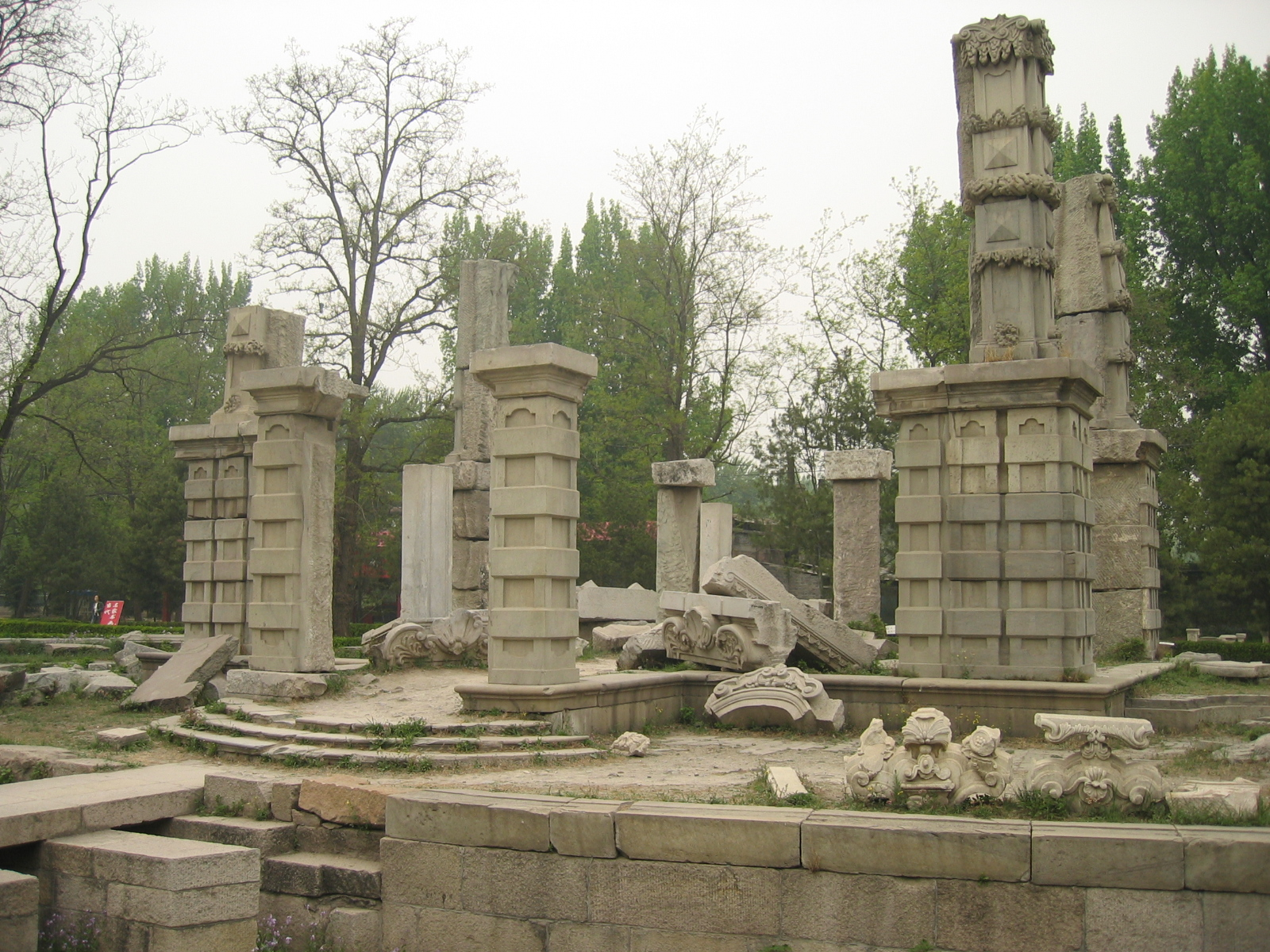
Ruine des Fang Wai Guan (Blick nach Nordwesten)

### Fangwai Guan
Das Gebäude („entfernte Aussicht“) mit seiner nach Süden ausgerichteten Schauseite stellte einen Aussichtspunkt (Belvedere) dar. Es wies zwei Stockwerke auf; die Innenräume waren mit Landschaftsbildern ausgestattet, die europäische Motive zeigten. Sie waren das Werk von Jean Denis Attiret.

### Wuzhu Ting
Von den südlich des Fangwai Guan gelegenen fünf Bambuspavillons (Wuzhu Ting) sind keine Spuren erhalten. Die gleichartigen, kleinen Gebäude quadratischen Grundrisses besaßen doppeltraufige Dächer und waren durch Galerien verbunden. Das symmetrische Ensemble bildete einen nach Norden offenen Platz mit einem Springbrunnen. Die leichten Pavillons stammten aus der ersten Bauphase und wurden erst 1770 an diesen Ort versetzt.

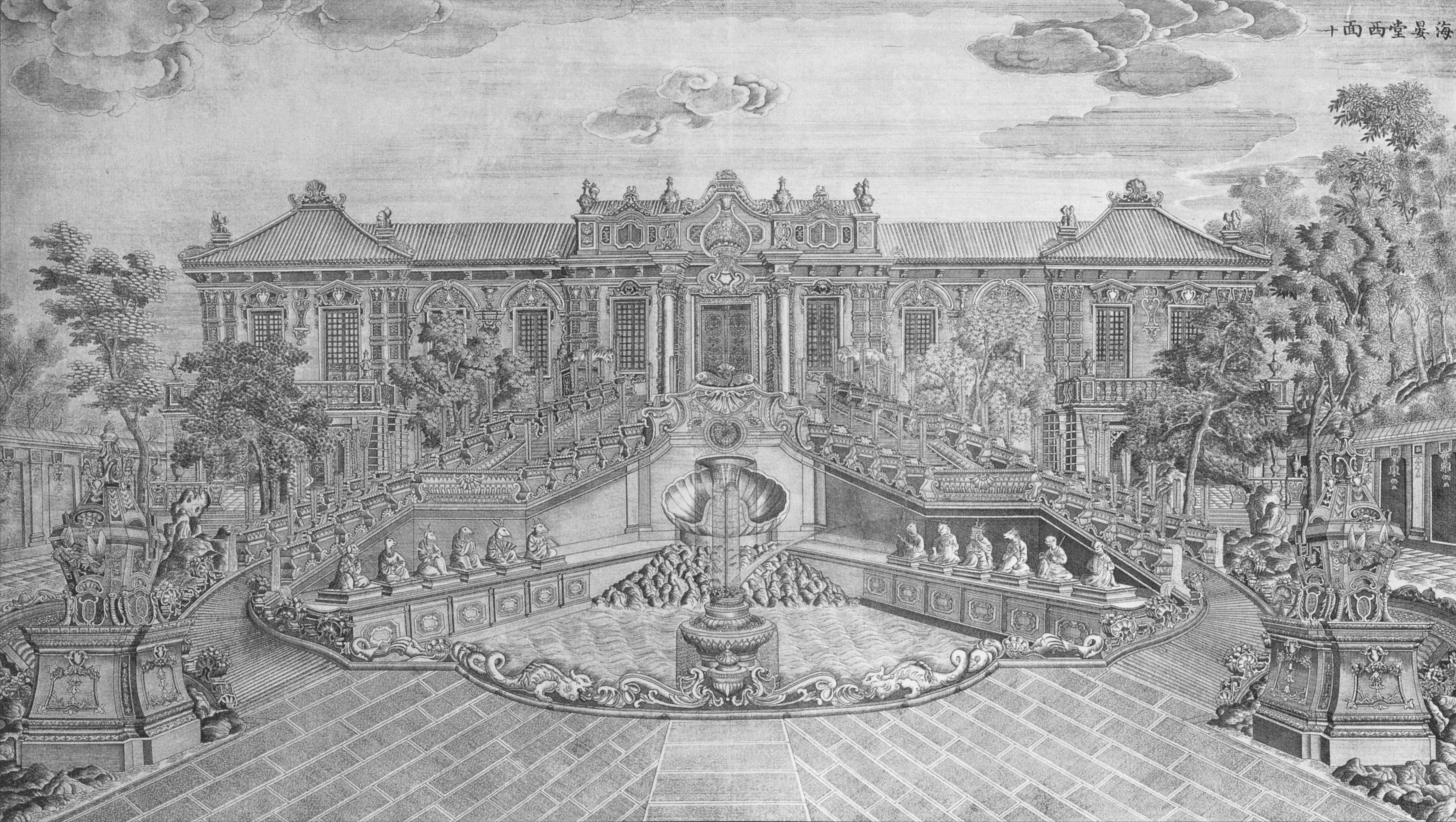
Westfassade des Haiyan Tang mit der „Wasser-Uhr“, Stich nach einer Zeichnung von Yi Lantai (1783, Blick nach Osten)

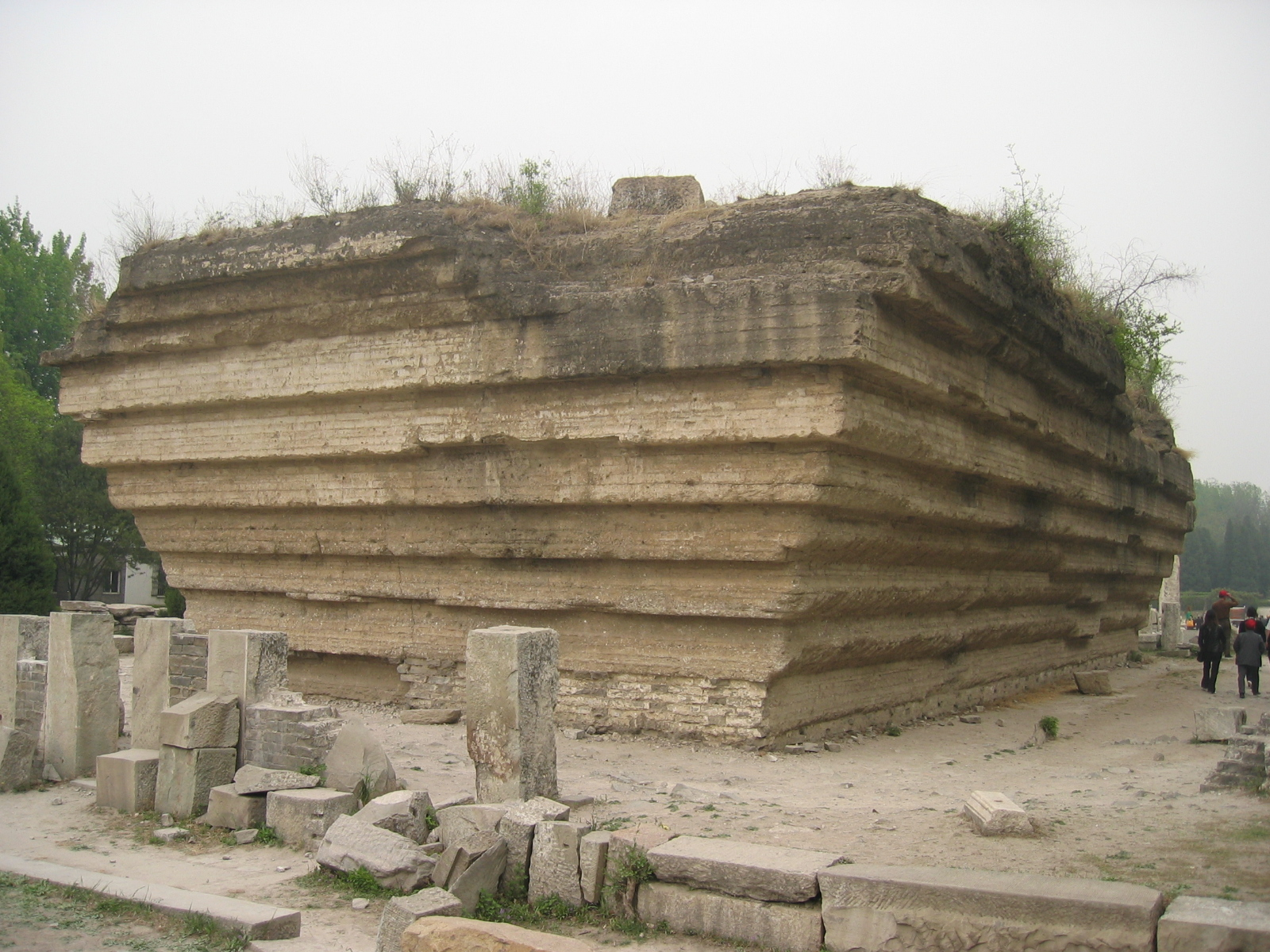
Ruine des Haiyan Tang

### Haiyan Tang
Das markante und größte, 1759 errichtete Gebäude befand sich östlich des Belvedere. Das zweistöckige Haiyan Tang („Halle der friedlichen See“ oder „Halle des ruhigen Meeres“), aus einem Zentralbau und einem westlich vorgelagerten Querflügel bestehend, barg in seinem Inneren ein großes Wasserreservoir, das die beidseitig gelegenen Wasserspiele versorgte, deren östliches den Mittelpunkt des Gartens bildete. Der Wassertank wurde von palastartigen Fassaden mit blinden Fenstern (ähnlich wie beim Xushui Lou) verborgen. Vor der Westfassade lag ein Bassin mit Fontänen, das die „Wasser-Uhr“  genannt wurde; vor der Ostfassade mit Freitreppe lag die eindrucksvollste Wasserkunst, Da Shuifa.
Die „Wasser-Uhr“  bestand aus einem Wasserbecken, an dessen gebäudeseitigem Rand zwölf Figuren menschlicher Gestalt mit Tierköpfen standen, die in zwei Gruppen angeordnet waren. Sie entsprachen den chinesischen Tierkreiszeichen. Alle zwei Stunden zeigte eine der Figuren durch einen Wasserstrahl die Stunde an, zur Mittagszeit stiegen alle Fontänen gleichzeitig auf. Die Realisierung der technisch anspruchsvollen Anlage erfolgte durch Michel Benoist. Der spätere Kaiser Xianfeng schätzte die Figuren nicht, weshalb er sie entfernen und einlagern ließ.

### Guan Shuifa
Es handelte sich um ein Beobachtungsbauwerk im Zentrum des Xiyang Lou, das östlich des Haiyan Tang dem (später errichteten) Yuanying Guan gegenüberlag. Der Kaiser hatte von diesem Punkt aus die Möglichkeit, das große Wasserspiel Da Shuifa zu beobachten: Guan Shuifa („Sitz zur Beobachtung der Großen Wasserkunst“), auch als „Thron“ bezeichnet.

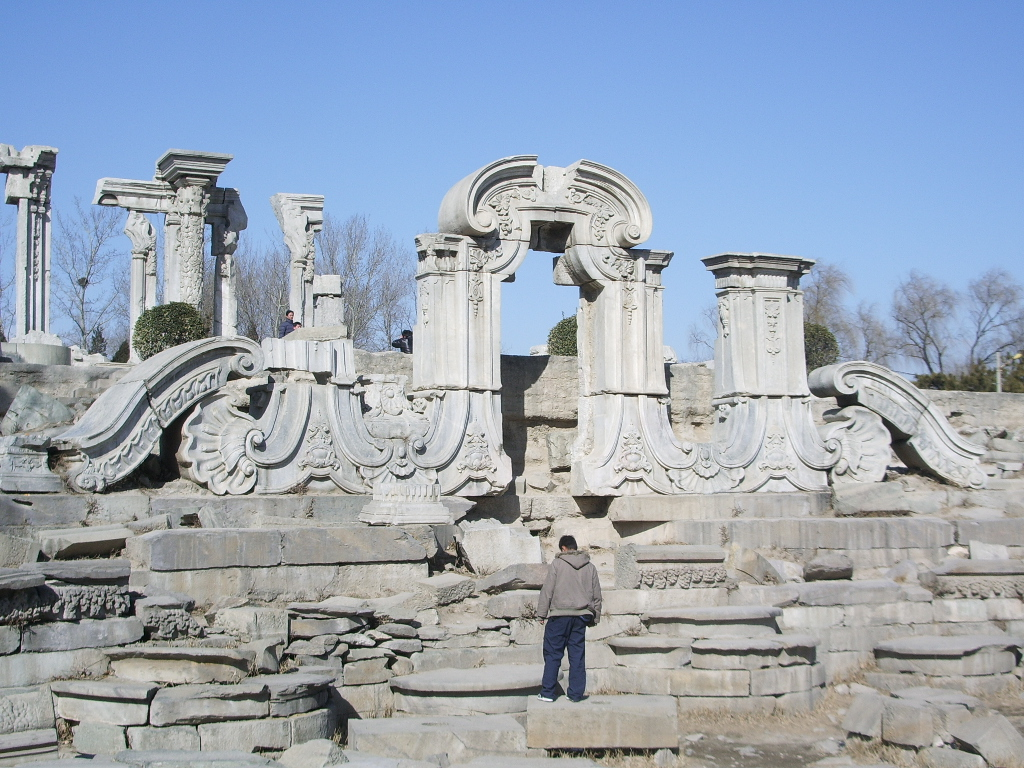
Ruine des Yuanying Guan

### Da Shuifa
Das Da Shuifa („Großes Wasserkunstwerk“) war das größte und kunstvollste Wasserspiel des Gartens. Es stellte den Höhepunkt aller Wasserkunstwerke dar und bildete den Mittelpunkt des Xiyang Yuan. Vorbild war das grand buffet im Garten von Versailles. Die Anlage wurde von zwei Obelisken in Brunnenbecken flankiert, die von Fontänen in einen Wasserschleier gehüllt wurden.
Das große Wasserkunstwerk Da Shuifa grenzte im Süden an Zelan Tang („Halle der nassen Orchideen“) an, ein Bereich im Changchun Yuan, von dem es durch eine Mauer getrennt wurde. An dieser Stelle lag mit den Koutou Men („Hundekopf-Tore“, zwei Durchgänge) auch die einzige Verbindung zum Changchun Yuan.

### Yuanying Guan
Das nördlich der großen Wasserkunst gelegene prachtvolle Gebäude Yuanying Guan („Blick auf die entfernte See“, „Aussicht auf die entfernten Seen“) wurde erst 1783, nach dem Tod Castigliones, hinzugefügt; der Architekt ist nicht bekannt. Es erlaubte die Aussicht nach Süden auf die Wasserfläche des ab 1751 angelegten Changchun Yuan.

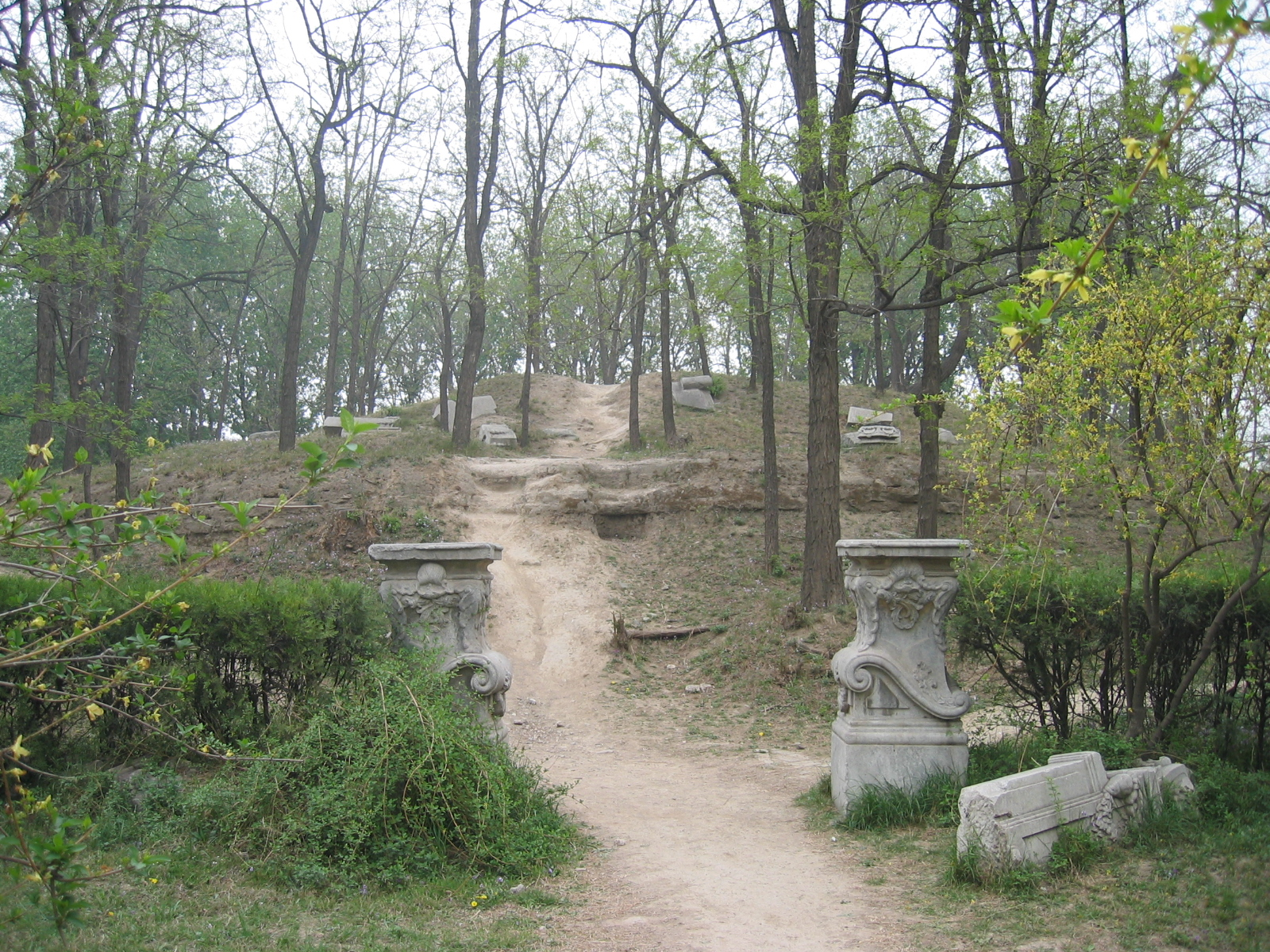
Hügel mit Ruine des Xian Fa Shan

### Xianfa-Shan Men
Die Hauptachse führte von der großen Wasserkunst weiter nach Osten durch das Tor Xianfa-Shan Men („Westliches Tor des Hügels der Perspektive“). Es war in der Art einer europäischen Triumphpforte ausgeführt.

### Xianfa Shan
Hinter dem Tor befand sich ein Hügel von runder Gestalt, Xianfa Shan („Hügel der Perspektive“), dessen Spitze ein achteckiger Gartenpavillon schmückte, von dem nur noch wenige verstreute Steine verblieben sind. Seine Basis bildete ein Stufenpodest, die Seitenwände wiesen längsrechteckige Fensteröffnungen auf. Das Dach endete allseitig in Dreiecksgiebeln, die Dachkanten zierten drachenartige Fabelwesen.
Der Weg führte an der Ostseite des Hügels wieder abwärts. Von hier konnte über den Fang He hinweg eine kulissenartige Landschaft mit westlichen Bauwerken, das Xianfa Hua, eingesehen werden.

### Xianfa-Shan Dongmen
Dieses ebenfalls als Triumphpforte ausgeführte Tor („Osttor zum Xianfa Shan“) stellte das Gegenstück zum Xianfa-Shan Men an der Westseite des Hügels der Perspektive dar. Der Weg endete unmittelbar vor dem rechteckigen Teich.

### Fang He
Der Teich Fang He („Quadratischer Fluss“) maß 144 × 48 Meter, ein Rechteck mit dem Seitenverhältnis drei zu eins. Der Aushub vom Bau des Teiches wurde zum Aufschütten des Hügels Xianfa Shan verwendet. Die Wasserfläche schuf Distanz zum am anderen Ufer liegenden Landschaftsbild, was die Tiefenwirkung steigerte.

### Xianfa Hua
Das Xianfa Hua („perspektivische Landschaftsbilder“), das Landschaftstheater, füllte den am weitesten östlich gelegenen Bereich des Xiyang Lou. Es handelte sich um eine bühnenartige Anlage, in die von beiden Seiten sieben Kulissenwände symmetrisch hineinragten, die eine Aussicht auf die nordwestchinesische Stadt Aksu vor einem Gebirge darstellten. Die Tiefenwirkungen der Kulissen-Illusion konnte am besten über den quadratischen Fluss vom Hügel der Perspektive aus wahrgenommen werden.

### Weitere Elemente, Bepflanzung
Der Garten war von einer, im Norden doppelt ausgeführten Mauer umgeben. Im Westen befand sich die „Brücke der Perspektiven“ (Xianfa Qiao) mit einem portalfüllenden Landschaftsbild. Der Einlass des Wassers erfolgte an drei Stellen: von Norden in den „Blumengarten“ und von Westen aus dem Yuanming Yuan beim Labyrinth und etwas südlicher durch die „Brücke der Perspektive“. Der Abfluss fand nach Osten statt.
Die im Laufe der Zeit entstandene sekundäre Vegetation lässt keine Rückschlüsse auf die ursprüngliche Bepflanzung des Xiyang Yuan zu. Die militärisch organisierte Brandstiftung von 1860 hatte einen Großbrand zur Folge, der auch auf den Baumbestand übergriff. Zwischen den Ruinen blieben nur verkohlte Stämme zurück (Thiriez 57–58).